# 1623
| 1623               |
| ------------------ |
| Dødsfald - Fødsler |
|                    |

| Gregoriansk kalender | 1623 MDCXXIII           |
| Ab urbe condita      | 2376                    |
| Armensk kalender     | 1072 ԹՎ ՌՀԲ             |
| Kinesiske kalender   | 4319 – 4320 壬戌 – 癸亥 |
| Etiopisk kalender    | 1615 – 1616             |
| Jødisk kalender      | 5383 – 5384             |
| Hindukalendere       |                         |
| - Vikram Samvat      | 1678 – 1679             |
| - Shaka Samvat       | 1545 – 1546             |
| - Kali Yuga          | 4724 – 4725             |
| Iransk kalender      | 1001 – 1002             |
| Islamisk kalender    | 1032 – 1033             |

Konge i Danmark: Christian 4. 1588-1648
Se også 1623 (tal)

## Begivenheder

### April
- 28. april - 11 hollandske skibe sejler ud for at erobre Peru

### November
- 30. november – Sorø akademi oprettes.

## Født
- 19. juni - Blaise Pascal, fransk matematiker og fysiker, som lagde grunden til sandsynlighedsregningen (død 1662).

## Dødsfald
- 8. juli - Pave Gregor 15. fra 1621 til sin død; født i 1554. Han bliver efterfulgt af Pave Urban 8.